# Thomas Hart Benton (polityk)
Thomas Hart Benton (ur. 14 marca 1782, zm. 10 kwietnia 1858) – amerykański senator ze stanu Missouri, zwolennik ekspansji na zachód, określanej koncepcją „Boskiego Przeznaczenia”. Był senatorem od 1821 do 1851 roku i jako pierwszy obejmował ten urząd przez pięć kadencji.

## Wczesne życie
Benton urodził się w Harts Mill w Karolinie Północnej, w pobliżu dzisiejszego Hillsborough. Jego ojciec, prawnik i właściciel ziemski, zmarł w 1790 roku. 
Thomas Benton studiował prawo w University of North Carolina, gdzie był członkiem stowarzyszenia filantropów. W 1799 roku porzucił naukę by zająć się majątkiem rodzinnym. Przeniósł się z rodziną do gospodarstwa o powierzchni 160 km² w pobliżu Nashville w Tennessee. Założył tam plantację, w której pobliżu zbudował również szkołę, kościół i młyn. 
Następnie postanowił kontynuować edukację w zakresie prawa i w 1805 roku został adwokatem. 
Jego wcześniejsze doświadczenia zakorzeniły w nim oddanie demokracji jeffersonowskiej, której wpływ widoczny był w jego przyszłej karierze politycznej.
W 1809 roku pełnił przez jedną kadencję funkcję senatora stanu. Poznał również Andrew Jacksona.
Gdy w 1812 roku wybuchła wojna z Wielką Brytanią, Andrew Jackson uczynił go swoim adiutantem w stopniu podpułkownika. Benton reprezentował interesy Jacksona przed urzędnikami wojskowymi w Waszyngtonie. Jednak nie odpowiadała mu ta funkcja, gdyż chciał on być bliżej działań wojennych. 
W 1813 roku, Benton usłyszawszy o zniewagach jakich dopuścił się Jackson wobec jego brata Jessego, pobił go w hotelu w Nashville. Doszło również do bójki między ich towarzyszami. Jackson został postrzelony w lewe ramię i bark. Po tym zajściu Jackson i Benton stali się wrogami.

## Kariera w senacie

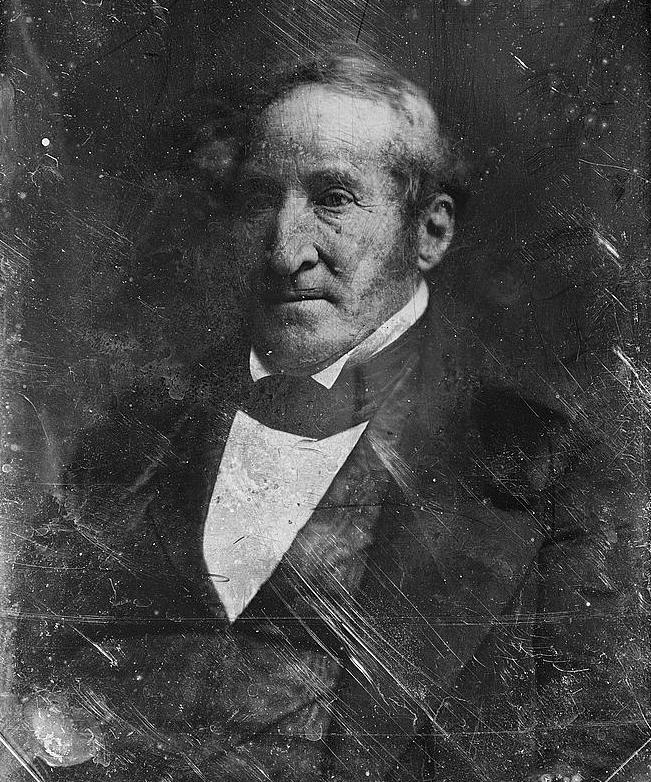
Thomas Hart Benton

Po zakończeniu wojny w 1815 roku Benton przeniósł się do nowo powstałego Terytorium Missouri. Osiedlił się w Saint Louis, gdzie pracował jako adwokat i redaktor gazety Missouri Enquirer.
W 1817 roku Charles Lucas oskarżył Bentona o niepłacenie podatków i stwierdził, że z tego powodu powinien być pozbawiony prawa głosu. Doprowadziło to do pojedynku na Bloody Island, w wyniku którego Lucas został postrzelony w gardło, a Benton lekko raniony w kolano. Gdy Lucas powrócił do zdrowia pojedynkowali się ponownie. Tym razem Lucas został zabity, a Benton uszedł bez szwanku.
Kompromis Missouri z 1820 roku przekształcił terytorium w stan, a Benton został wybrany jednym z jego pierwszych senatorów. 

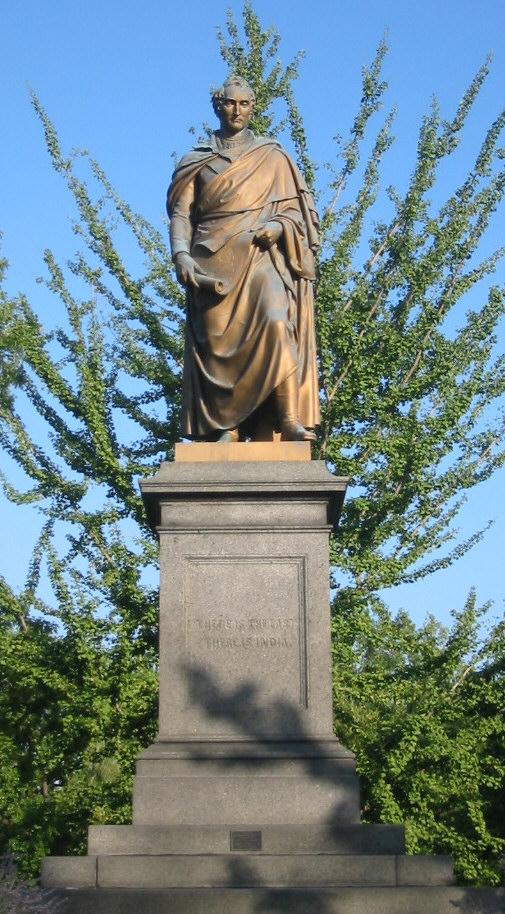
Pomnik Thomasa Harta Bentona w Saint Louis autorstwa Harriet Hosmer

Po wyborach prezydenckich w 1824 roku, w których Andrew Jackson uzyskał względną, ale nie zwykłą większość głosów i przegrał z Johnem Quincy Adamsem w Izbie Reprezentantów, Benton i Jackson, mimo osobistych zatargów, połączyli swoje siły. Benton został przewodniczącym Partii Demokratyczno-Republikańskiej. 
Benton sprzeciwiał się istnieniu Banku Stanów Zjednoczonych. Gdy w 1834 roku Jackson został oficjalnie skrytykowany przez senat za cofnięcie pozwolenia na działalność Banku, Benton przeprowadził „kampanię wymazywania” mającą na celu usunięcie z oficjalnych dokumentów wniosku senatu.
Benton był zwolennikiem waluty mającej oparcie w rezerwach złota. Jego zdaniem brak oparcia w złocie sprzyjał bogatym mieszkańcom miast wschodniej części Stanów Zjednoczonych kosztem drobnych przedsiębiorców i rolników z zachodu. Zaproponował ustanowienie prawa nakazującego płacenie za państwowe działki wyłącznie w złocie, jednak wniosek nie zyskał poparcia w Kongresie. Przepisy te zostały jednak wprowadzone przez Jacksona w 1836 roku jako Specie Circular. Poglądy Bentona w kwestii waluty przyczyniły się do tego, iż nadano mu przydomek Old Bullion (ang. bullion – sztaba złota).
Jednak głównym obszarem zainteresowań Bentona była ekspansja terytorialna i dążenie do osiągnięcia „Boskiego Przeznaczenia” jakim było zajęcie całego kontynentu. Początkowo uważał Góry Skaliste za naturalną granicę Stanów Zjednoczonych, ale rozszerzył swoją wizję aż do brzegów Pacyfiku. Benton pracował na rzecz osadnictwa – jego działania przeciw papierowym pieniądzom miały na celu stymulowanie osadnictwa i uniknięcie spekulacji ziemią.
Benton przyczynił się do samodzielnego zarządzania terytorium Oregonu. Od czasu angielsko-amerykańskiego paktu z 1818 roku, Oregon był jednocześnie zajmowany przez Stany Zjednoczone i Wielką Brytanię. Benton nakłaniał do zawarcia korzystnej dla Stanów Zjednoczonych ugody polegającej na poprowadzeniu granicy Oregonu na szerokości 49. równoleżnika. Tak została wyznaczona obecna granica ustalona na mocy traktatu oregońskiego w 1846 roku. Benton sprzeciwiał się ekstremistom promującym hasło „Fifty-four forty or fight” (54°40', albo wojna).
Benton był autorem pierwszych uchwał Homestead Act zachęcających do osadnictwa poprzez rozdawanie państwowych działek każdemu, kto zechciał zajmować się rolnictwem. Promował ekspedycje badające Zachód, w tym liczne wyprawy Johna Frémonta. Zabiegał o poparcie społeczne dla budowy interkontynentalnej kolei i szerszego użycia telegrafu do komunikacji na duże odległości. Był także zwolennikiem usuwania rdzennej ludności na rzecz europejskich osadników.
Benton był sprawnym mówcą, w dyskusjach w senacie zdolnym postawić na swoim niezależnie od stanowiska innych członków partii takich jak Daniel Webster, Henry Clay czy John C. Calhoun. Mimo swoich ekspansjonistycznych poglądów, był przeciwny nadmiernej zachłanności w polityce, czego dowodem może być umiarkowane stanowisko w sprawie tyczenia granicy Oregonu. Benton popierał aneksję Teksasu i chciał unieważnienia traktatu Adams-Onís, w którym Stany Zjednoczone zrzekły się roszczeń do tego terytorium. Jednocześnie był przeciwnikiem machinacji prowadzących do aneksji w 1845 roku i jednocześnie do wybuchu wojny z Meksykiem. Uważał, że ekspansja powinna służyć dobru państwa, a nie grupy kilku wpływowych osób.
28 lutego 1844 roku Benton był jednym z pasażerów USS Princeton, na wycieczce Potomakiem, gdy na statku eksplodowało działo zabijając siedem osób. Wśród ofiar znaleźli się między innymi sekretarz stanu Abel P. Upshur i sekretarz marynarki wojennej Thomas W. Gilmer. Benton był jednym z ponad dwudziestu rannych, ale jego obrażenia były na tyle lekkie, że nie opuścił ani jednego dnia w pracach senatu.
Benton był bliskim współpracownikiem Andrew Jacksona i kontynuował współpracę z następnym prezydentem, Martinem Van Burenem. Jednak gdy urząd objął James Polk, jego wpływy zaczęły słabnąć, a polityka Partii Demokratycznej przestała być zgodna z jego poglądami.
Jego kariera ucierpiała z powodu kwestii niewolnictwa. Dla Bentona, południowca i posiadacza niewolników, temat ten był kłopotliwy, zwłaszcza, że prowadził do sporów z innymi członkami partii takimi jak John Calhoun. W 1849 roku Benton zadeklarował się jako przeciwnik niewolnictwa, tym samym sprzeciwiając się polityce partii i przeważającej opinii w jego stanie. W kwietniu 1850 roku, podczas debat w senacie dotyczących zaproponowanego Kompromisu z 1850, Benton został prawie zastrzelony przez senatora z Missisipi, Henry’ego Foote’a, który poczuł się urażony ostrą wymianą zdań między Bentonem i wiceprezydentem Millardem Fillmorem. Foote został obezwładniony i rozbrojony.

## Późniejsze życie
W 1851 roku Benton nie uzyskał w Missouri poparcia na szóstą kadencję senatora; jako unionista i człowiek o umiarkowanych poglądach nie miał szans na uzyskanie poparcia w tym stanie w obliczu polaryzacji postaw w kwestii niewolnictwa. W 1852 roku dostał się do Izby Reprezentantów, ale jego sprzeciw unieważnieniu Kompromisu Missouri doprowadził do przegranej w 1854 roku. Benton startował również w wyborach na gubernatora Missouri w 1856 roku, ale przegrał z Trustenem Polkiem. Tego samego roku jego zięć John C. Frémont wystartował w wyborach prezydenckich jako pierwszy kandydat Patrii Republikańskiej, ale Benton był do końca lojalistą i poparł kandydata Demokratów, Jamesa Buchanana. Zmarł w Waszyngtonie dwa lata później.
Benton opublikował w 1854 roku swoją autobiografię zatytułowaną Thirty Years' View.

## Powiązania rodzinne
Benton był spokrewniony z wieloma postaciami ze świata polityki XIX wieku. Jego dwóch bratanków – generał Samuel Benton po stronie konfederatów i generał brygady Thomas H. Benton Jr. po stronie unionistów – walczyło w wojnie secesyjnej.
Był szwagrem Jamesa McDowella, gubernatora Wirginii i teściem odkrywcy, generała Unii i kandydata na prezydenta Johna Frémonta. Natomiast senatorzy Henry Clay i James Brown poślubili kuzynki Bentona. Malarz Thomas Hart Benton nosił imię po senatorze Bentonie, który był bratem jego dziadka.